# Een miljoen open deuren
Een miljoen open deuren (A Million Open Doors) is een sciencefictionroman van de Amerikaanse schrijver John Barnes. Het boek beschrijft de lotgevallen van een adolescent van een conservatieve cultuur die het effect meemaakt van een uitvinding die interstellaire contacten sterk verbetert: de springer (een teleporter). Hierdoor wordt de reistijd tussen planeten van enkele jaren tot vrijwel direct bekort. De overkoepelende wereldregering, de Raad van de Mensheid, verbindt de planeten met springers met elkaar en tracht de werelden en culturen politiek en economisch samen te smeden tot een samenhangend geheel. Uiteindelijk zal dit ook zijn eigen leven en denken beïnvloeden.
Barnes' roman heeft een politieke dubbele bodem. Hij suggereert dat degenen die zich het zwaarst tegen de globalisatie verzetten, hier ook de zwaarste negatieve effecten van zullen ondervinden.

## Het verhaal
Giraut en zijn vrienden zijn 'jovents' (jongeren) op Wilson, in de cultuur Nou Occitan. Deze cultuur is vrij conservatief en koestert hoofse denkbeelden uit de Hoge Middeleeuwen. Jongeren zoals Giraut wonen in een eigen wijk tot ze een vaste baan of huwelijk hebben en houden zich bezig met drinken en schermen. Dit schermen gaat met 'neurodovers', apparaatjes die de zenuwen stimuleren door pijnprikkels uit te lokken. Hoewel dergelijk neuroletsel vaak te behandelen is gaat het soms wel eens mis en loopt een gevecht dodelijk af. Hier wordt laconiek over gedaan; het hoort er gewoon bij. En hoewel jovents hun vriendinnen als perfect dienen te beschouwen en te aanbidden, worden vrouwen feitelijk als objecten behandeld en is een gewelddadige verkrachting onder bedreiging met een neurodover vrij normaal.
Met Springertechniek (directe teleportatie) worden echter de interstellaire contacten met andere culturen verbeterd, ook die met Nou Occitan. De zogenaamde 'interstellairen' volgen culturele trends van andere werelden, en worden door ´traditionelen´ waaronder Giraut en zijn makkers grondig geminacht en bestreden.
Dan wordt een van Girauts vrienden naar de cultuur Caledonië op Nansen gestuurd, omdat hij een immigrant uit Nansen is. Giraut besluit op diens verzoek mee te gaan, nadat zijn vriendin Garsenda hem heeft bedrogen met een interstellair. Hun taak is Caledonië voor te bereiden op de economische en sociale effecten van de verbinding met springertechnologie. Springertechnologie houdt immers in dat de culturen, die zelfvoorzienend zijn, nu met elkaar kunnen handelen. Dit veroorzaakt echter in eerste instantie een depressie, omdat er door de aankoop van goederen van buiten de cultuur liquide middelen wegvloeien. Dit wordt uiteindelijk wel gevolgd door herstel, maar de sociale gevolgen van een economische depressie kunnen ernstig zijn. Het is de taak van Girauts vriend Aimeric om de regering van Caledonië te waarschuwen en eventueel maatregelen te treffen.
Caledonië is zo mogelijk nog conservatiever dan Nou Occitan. Men hangt de Rede aan, een variatie van het christendom die een sober leven van hard werken propageert. De mensen kleden zich eenvoudig en knippen hun haar kort, ook de vrouwen. De hoofdstad, met de veelzeggende naam Utilitopia, is een lelijke sombere vieze industriestad. Het klimaat is hiermee in overeenstemming: het is ijskoud, behalve in de middag als de temperatuur een paar graden boven nul komt. Het PPP (Pastoraat voor Publieke Projecten) van eerwaarde Saltini controleert de mensen met behulp van AI's.
Terwijl Aimeric contact legt met de regering, opent Giraut een Centrum voor Occitaanse Cultuur. De cursussen die hij geeft worden druk bezocht door jonge Caledoniërs, die in hun sombere cultuur vrijwel geen dicht-, muziek en schermkunsten kennen. Spoedig blijkt dat de cursisten allemaal personen zijn die wegens afwijkende politieke ideeën bij het PPP bekend staan. Al snel verdenken conservatieve elementen in de regering onder leiding van Saltini de Occitanen ervan samen met de Insterstellaire regering hun macht in te perken en hun cultuur te vernietigen. grijpt met zijn PPP de macht. Bovendien hitst hij de bevolking tegen het Centrum op, met gewelddadige incidenten tot gevolg.
Giraut, Aimeric en een aantal Caledonische vrienden maken inmiddels een trektocht over de nog onverkende bergketen ten westen van Utilitopia. De tocht eindigt dramatisch met een ongeluk en bij terugkomst blijkt het Centrum door conservatieve demonstranten te zijn verwoest. Dit leidt echter Saltini's ondergang in, daar de Raad van de Mensheid nu een excuus voor militair ingrijpen heeft. De bevolking geeft bovendien Saltini de schuld van de dreigende economische crisis. Saltini wordt afgezet en gevangengenomen, en Aimeric wordt premier en diens vader president. Bovendien blijkt bij de trektocht de resten van een buitenaardse nederzetting te zijn ontdekt. Hierdoor is de noodzaak tot vereniging van de culturen nog dringender, en Giraut wordt door de interstellaire regering in dienst genomen. Bovendien levert dit het toerisme naar Caledonië een zodanige impuls op, dat er geen economische depressie zal optreden.
Giraut keert met zijn nieuwe vriendin terug naar Nou Occitan, en realiseert zich hoe ontzettend oppervlakkig zijn leven daar was. De meeste Occitaanse jovents hebben hun neurodovers aan de wilgen gehangen en zijn interstellairen geworden, mede door het voorbeeld dat Giraut stelde. Zijn oude maat, Marcabru, is niet blij met Girauts nieuwe inzichten en daagt hem uit tot een duel. In dit duel overwint hij de dronken Marcabru en rekent symbolisch af met zijn verleden. 